# 伊藤永之介
伊藤 永之介（いとう えいのすけ、1903年11月21日 - 1959年7月26日）は、秋田県出身の日本の小説家である。

## 来歴・人物
秋田県秋田市西根小屋末町出身。父親の事業（菓子屋）失敗のため上級学校への進学はかなわず、中通高等小学校の補習科を出た後、日本銀行秋田支店で文書係をしながら雑誌投稿を始める。
1924年に同郷の金子洋文を頼って上京、その紹介で雑誌『文芸戦線』に評論を発表して、文筆活動にはいる。最初は評論を書いていたが、1928年、『文芸戦線』に「見えない鉱山」を発表、プロレタリア文学の新進作家として注目を浴びる。『文芸戦線』誌の編集に携わりながら小説を発表し、『戦旗』に対抗する労農派の作家として、同誌を支えた。この時期の代表作として、「総督府模範竹林」（1930年）、「万宝山」（1931年）などの植民地に取材した作品がある。
1932年に労農芸術家連盟が解散し、プロレタリア文学運動が衰退の方向に向かうようになると、農村を題材とした作品が多くなる。濁酒の密造を題材とした「梟」（1936年）が芥川賞候補となると、その後も漢字一字をタイトルとした、農村を舞台とした作品を多く執筆し、当時の〈生産文学〉の一翼を担った。3度芥川賞候補となったが受賞には至らなかった。
戦後も社会主義作家クラブの中心的存在として活躍し、映画化された「警察日記」（1951年）などの作品を発表した。1953年、『五郎ぎつね』で小学館児童文化賞奨励賞。
1959年7月26日、脳溢血のため東京都渋谷区上原の自宅で死去。55歳没。

## 著書
- 『暴動』新作長篇小説選集 日本評論社 1930
- 『恐慌』文芸戦線出版部 1930
- 『梟』版画荘 1937「鴉・鶯・梟」新潮文庫
- 『鶯』改造社 1938のち春陽堂文庫
- 『鴉』版画荘 1938
- 『娘地主』版画荘 1938
- 『牛』改造社 1939
- 『熊』東亜公論社 1939
- 『馬』新選純文学叢書 新潮社 1939 「梟・鶯・馬」角川文庫
- 『作家の手帖』新選随筆感想叢書 金星堂 1939
- 『燕』新撰名作叢書 金星堂 1939
- 『雁』生活文学選集 春陽堂 1939
- 『二子馬』新潮社(土の文学叢書)　1939
- 『石川理紀之助 農村更生の慈父』新潮社 (土の偉人叢書) 1939 無明舎出版 1987
- 『湖畔の村』新潮社 1939
- 『離村』新館書房 1940
- 『炭焼き』実業之日本社 1940
- 『朝市』河出書房 1940
- 『都会と田舎』新世社 1941
- 『故郷の春』学芸社 1941
- 『平田篤胤』偕成社 1942　無明舎出版 2009
- 『医者のゐる村』宝文館 1942
- 『鴨と鮒』三杏書院 1942
- 『路地の人々』国文社 1942
- 『春の別れ』偕成社 1943
- 『冬来りなば』錦城出版社 1943
- 『秋田』小山書店(新風土記叢書)1944 無明舎出版 1985
- 『雪日記』新紀元社 1946
- 『美しい旅』世界社 1946
- 『二つの青春』一聯社 1947
- 『故郷の歌』信友社出版部 1947
- 『海の鬼』三島書房 1947
- 『山の神』信友社出版部 1948
- 『農民の幸福 随筆集』国際出版 1948
- 『警察日記』小説朝日社 1952 のち角川文庫
- 『文学入門』信友社 1953
- 『なつかしい山河』みすず書房 1954
- 『刑務所志願』山田書店 1955
- 『新警察日記』新潮社(小説文庫)　1955
- 『谷間の兄弟』東方社 1955
- 『山桜』河出新書 1956
- 『売春婦』村山書店 1956
- 『駐在所日記』村山書店 1957
- 『南米航路』角川書店 1957
- 『自然と人生についての四十話 民話』五月書房 1959
- 『消える湖』光風社 1959
- 『三太郎』東洋文化協会(東洋新書)　1959
- 『五郎ぎつね』刀江書院(少年少女現代文学傑作選集)　1960
- 『署長日記』新潮社 1960
- 『伊藤永之介作品集』全3巻 ニトリア書房 1971-1973
- 『伊藤永之介文学選集』浦西和彦編 和泉書院 1999
- 『伊藤永之介童話作品集』岡里苜子,佐藤康子編 無明舎出版 2010

## 映画化作品
- 1938年「鶯」東京発声 演出:豊田四郎、脚本:八田尚之、出演:勝見庸太郎、御橋公、汐見洋、霧立のぼる、清川虹子、堤真佐子、杉村春子、藤間房子
- 1955年「警察日記」日活
- 1955年「続警察日記」日活
- 1957年「駐在所日記」大映 監督:枝川弘,出演:船越英二,叶順子,市川和子,根上淳,水戸光子
- 1961年「警察日記　ブタ箱は満員」日活 監督:若杉光夫 出演:嵯峨善兵,米倉斉加年,宇野重吉,赤木蘭子,吉永小百合,信欣三,佐野浅夫,草薙幸二郎,常田富士男,大滝秀治,新田昌玄,佐々木すみ江